# Alan Rickman
Alan Sidney Patrick Rickman (London, 21. veljače 1946. – 14. siječnja 2016.), bio je britanski filmski i kazališni glumac i redatelj.

## Životopis
Alan Rickman rođen je 1946. u Londonu u radničkoj obitelji. Otac mu je preminuo jako rano i ostavio njegovu majku da se brine o četvero djece. On kaže da se ona ponovno udala, no da se razvela nakon samo 3 godine. Studirao je na umjetničkom koledžu u Chelseaju dok nije dobio stipendiju RADA-e koji je pohađao između 1972. i 1974. U tom periodu dobio je tri znatnije nagrade i od tada je stalan član engleske pozornice.
Nakon studija prelazi u kazalište gdje sudjeluje u par predstava od kojih mu je jedna donijela i nominaciju za Tonya 1987. Rickmanovi televizijski nastupi ostavili su ga u sjećanju kao gospodina Snapea. U filmu Michael Collins surađivao je s Liamom Neesonom. Njegovi prvi znatniji filmski nastupi su u filmovima Razum i osjećaji i Istinski, ludo, duboko. U Hollywoodskim filmovima uvijek je glumio (glavnog) negativca (Hans Gruber u Umri muški i Šerif od Nottinghama u filmu Robin Hood: Princ lopova). U filmovima Dogma i Zapravo ljubav dokazao se i kao talent za komediju. Rickman je također znan i po posuđivanju glasova likovima (Marvin u filmu Vodič kroz galaksiju za autostopere i Joe u animiranom filmu Upomoć! Ja sam riba!).
Ipak svjetsku slavu Alanu Rickmanu donio je serijal filmova u mladom čarobnjaku Harryju Potteru. U serijalu od 8 snimljenih filmova, Rickman igra ulogu jednog od najomrznutijih profesora u knjizi - Severusa Snapea. Tu ulogu tumačio je u svih 8 snimljnih filmova.
Od njegovih novijih filmskih uradaka treba nabrojati Harry Potter i Red feniksa, Parfem: Povijest jednog ubojice i Snježna pita. Važno je spomenuti da je Rickman igrao i neke slavne osobe kao što su Marko Antonije, Grigorij Rasputin i Éamon de Valera, a sujelovao je i u par mjuzikla.
Bolovao je od karcinoma, i preminuo 14. siječnja 2016.

## Filmografija
- Umri muški (1988.), kao Hans Gruber.
- Siječanjski čovjek (1989.), kao Ed, slikar.
- Quigley Down Under (1990.), kao Elliot Marston
- Istinski, ludo, duboko (1991.) kao Jaime
- Robin Hood: Princ lopova (1991.), kao Šerif od Nottinghama
- Close My Eyes (1991.) kao Sinclair Bryant
- Closet Land (1991.), kao Ispitivač
- Bob Roberts (1992.),kao Lukas Hart III.
- Mesmer (1994.), kao Franz Mesmer
- An Awfully Big Adventure (1995.) kao P.L. O'Hara
- Razum i osjećaji (1995.), kao pukovnik Brandon
- Rasputin: Mračni sluga sudbine (1996.), kao Grigorij Raspućin
- Michael Collins (1996.), kao Éamon de Valera
- Zimski gost (1997.) (redatelj), čovjek na ulici
- Judin poljubac (1998.), kao detektiv David Friedman
- Mračna luka (1998.), kao David Weinberg
- Dogma (1999.), kao Metatron
- Drama (2000.), kao M
- Upomoć! Ja sam riba! (2000.), posudio glas Joeu
- Blow Dry (2001.), kao Phil Allen
- Harry Potter i Kamen mudraca (2001.), kao Severus Snape
- Potraga za Johnom Gissingom (2001.), kao John Gissing
- Harry Potter i Odaja tajni (2002.),kao Severus Snape
- King of the Hill-"Joust Like a Woman" (2002.) kao King Philip
- Zapravo ljubav (2003.), kao Harry
- Božji dar (2004.), kao Dr. Alfred Blalock
- Harry Potter i zatočenik Azkabana (2004.), kao Severus Snape
- Vodič kroz galaksiju za autostopere (2005.) posudio glas Marvinu
- Harry Potter i Plameni pehar (2005.), kao Severus Snape
- Parfem: Povijest jednog ubojice (2006.), kao Antoine Richis
- Snježna pita (2006.), kao Alex
- Nobel Son (2006.), kao Eli
- Harry Potter i Red feniksa (2007.), kao Severus Snape
- Vila Golitsyn (2007.), kao Will Ludley
- Sweeney Todd: Đavolji brijač Fleet Streeta  (2008.), kao sudac Turpin
- Harry Potter i Princ miješane krvi (2009.), kao Severus Snape
- Alisa u zemlji čudesa (2010.), kao Gusjenica
- Harry Potter i Darovi smrti - I. dio (2010.), kao Severus Snape
- Harry Potter i Darovi smrti - II. dio (2011.), kao Severus Snape

## Vanjske poveznice
- Alan Rickman u internetskoj bazi filmova IMDb-u (engl.)
- Alan Rickman's Charity Work
- Alan Rickman Page (german)  Arhivirana inačica izvorne stranice od 9. kolovoza 2008. (Wayback Machine)